# Скорост 2 (филм)
„Скорост 2“ (на английски: Speed 2: Cruise Control) е американски екшън филм от 1997 г. на режисьора Ян де Бонт, продължение на филма „Скорост“.

## Сюжет
Внимание:  Текстът по-долу разкрива сюжета на произведението (или части от него)!
Ани Портър и нейният приятел Алекс Шоу отиват на круиз до Карибите с луксозния лайнер Seabourn Legend. На същия кораб е и лудият програмист Джон Гайгър, който хвърля капитана зад борда, инсценира пожар на кораба и поема контрола над кораба. Целта на терориста Гайгър е да отмъсти за несправедливото си уволнение от компанията, за която е работил, както и за кражбата на бижута на кораба.
Повечето хора напускат кораба, но Алекс, Ани и няколко други пътници и екипаж остават на борда и търсят терориста. Дрю, младо глухо момиче, попада в капан в асансьор, а група хора също попадат в капан зад заключени противопожарни врати в коридор, пълен с дим. Алекс, въоръжен с пистолет, преследва терориста на кораба, но Гайгър успява да се изплъзне на полицая. По това време Ани и Данте, фотографът на кораба, използват моторен трион, за да изрежат противопожарната врата, а заклещените пътници успяват да избягат от капана. Алекс забелязва Дрю на монитора, след като тя излиза от асансьора и влиза в стаята с баласт, Алекс се притичва на помощ на Дрю и спасява момичето.
Екипажът скоро забелязва, че корабът, програмиран от Гайгър, се насочва право към петролен танкер. Алекс решава да предотврати сблъсъка, като се гмурне под кораба и блокира витлото със стоманен кабел, но Гайгър счупва лебедката, кабелът се откъсва и планът на Алекс се проваля. Докато Алекс е под водата, Гайгър отвлича Ани и бяга с нея на спасителна лодка, отправяйки се към предварително подготвен хидроплан. За да предотвратят сблъсъка, Алекс и Данте отиват в помпената стая на кораба и маневрират с носовите двигатели, за да насочат кораба далеч от петролния танкер. Корабът се плъзга покрай борда на танкера със скърцащ звук, но не се случва бедствие и корабът се насочва право към яхтеното пристанище, след което „влиза“ в града на няколко десетки метра дълбочина, унищожавайки всичко по пътя си и накрая спира.
Алекс отвлича моторна лодка, за да преследва Гайгър, който излита с Ани на хидроплан. Използвайки харпун, Алекс успява да се изкачи по въже на хидроплана, да вземе Ани и да се приземи на повърхността на водата на един от поплавъците на самолета. Гайгър губи контрол над хидроплана, който в крайна сметка се набива на фок мачтата на танкера, възниква експлозия и терористът умира. Когато Алекс и Ани се връщат на брега с моторната лодка, Алекс дава на Ани годежен пръстен, предлагайки брак, който тя с радост приема.

## Актьорски състав
| Актьор          | Роля                                      |
| --------------- | ----------------------------------------- |
| Сандра Бълок    | Ани Портър                                |
| Джейсън Патрик  | Алекс Шоу – офицер от SWAT                |
| Уилем Дефо      | Джон Гайгър – терорист                    |
| Темура Морисън  | Джулиано                                  |
| Браян Маккарди  | Мърсед – навигатор на кораба              |
| Джереми Хоц     | Аштън                                     |
| Бо Свенсън      | капитан Полард                            |
| Роял Уоткинс    | Данте – фотографът на кораба              |
| Тамия Хил       | Шери Силвър – водеща на музикално шоу     |
| Кими Робъртсън  | Лиза                                      |
| Кристин Фиркинс | Дрю – глухонямо момиче                    |
| Лоис Чайлс      | Селесте                                   |
| Франсис Гуинан  | Рупърт                                    |
| Майкъл Хагърти  | Харви                                     |
| Колийн Камп     | Деби                                      |
| Глен Плъмър     | Морис – собственик на скъпа моторна лодка |
| Тим Конуей      | Кантър – инструктор по шофиране           |
| Патрика Дарбо   | Руби Фишър                                |
| Джо Мортън      | лейтенант Хърб Макмеън (нерегистриран)    |

## Снимачен процес
- Режисьорът Ян де Бонт получава различни идеи за филма, но отхвърля всички в полза на собствената си идея – круизен кораб, който се разбива в остров.
- Сандра Бълок първоначално отказва да участва в продължението, но когато ѝ предлагат хонорар от 12,5 милиона долара (25 пъти повече от първия филм), актрисата не устоя. На Киану Рийвс са предложени 12 милиона долара, за да повтори ролята си на Джак Травън, но той отказва, избирайки да участва в „Адвокат на Дявола“. В резултат на това ролята на партньора на главния герой е дадена на актьора Джейсън Патрик с хонорар от 4,5 милиона долара. Освен него, за ролята на Алекс Шоу са разглеждани Саймън Бейкър Дени, Джон Бон Джоуви, Патрик Мълдун, Джонатан Шех, Крисчън Слейтър, Били Зейн и Матю Макконъхи.
- Гари Олдман отказва ролята на злодея Гайгър, за да изиграе друг злодей в „Еър форс едно“. Уилям Дефо е избран за ролята на Гайгър, след като пожела да направи „голям филм“ и отново да играе злодей.
- Основната част от снумките се проведе от 23 септември 1996 г. до края на февруари 1997 г.
- Заснемането се провежда на кораба Seabourn Legend, който се появява във филма под собственото си име. Корабът е избран от директора заради луксозните си удобства и елегантен дизайн. Seabourn Legend е нает за шест седмици при отчетени разходи от 38 хил. долара на ден; корабът служи като основна локация на филма и осигурява жилище за актьорите и екипа.
- Евакуационната сцена е една от първите сцени, заснети на кораба, и е заснета в Кий Уест, Флорида в продължение на две седмици. За да симулира силен дъжд, сцената използва около 30 маркуча и пожарогасителната система на кораба. Тежките метеорологични условия от урагана „Лили“ забавят производствените дейности в кораба за няколко дни и причиняват широко разпространена морска болест сред актьорския състав и екипажа през остатъка от филмовата продукция в морето.
- Сцените с моста са заснети с макет, наречен „кораб-мост“ – мащабна реконструкция на носа и моста, построени върху корпуса на товарен кораб. Допълнителните интериори на кораби са заснети в Sony Pictures Studios и Warren Entertainment в окръг Лос Анджелис, Калифорния. Изградени са павилиони с пълномащабни копия на атриума, каютите и машинните отделения на кораба, като производството продължи повече от месец. Сцената, в която Алекс спасява Дрю, докато корабът се наводнява, е заснета от оператори в неопренови костюми в резервоар, който е конструиран от шперплат и хидравличен асансьор, за да създаде ефекта на покачващите се водни нива.
- За кулминационната сцена, когато корабът се разбива в острова, режисьорът категорично отказва да използва миниатюрни умалени модели или компютърна графика. Комплект от 35 сгради на стойност 5 милиона долара, базиран на местната архитектура на града, е построен в Мариго, Сен Мартен, за временно настаняване на производствени офиси. Малко след това по нещастен обрат на съдбата тропически ураган удря Мариго и унищожава пейзажа. Всичко е трябвало да бъде възстановен, но с устойчиви на урагани сгради. Макет на външните части на носа на Seabourn Legend са монтирани на друг кораб и са използвани в първата част на сцената, когато Seabourn Legend се разбива в платноходките в пристанището. За втората част от сцената на „блъскането в острова“ е построена друга 46-метрова реплика на носа на Seabourn Legend. Този модел, наречен „железопътен кораб“, тежи 270 тона и се движи върху колела по 300-метрова писта, положена на 18 метра под водата. Моделът се тегли от четири дизелови двигателя със скорост 29 км/ч.
- Продуцирането на петминутната кулминационна сцена струва 25 милиона долара и поставя рекорди като най-голямата и най-скъпата каскада, заснета някога. Всяка секунда екранно време във финалната част на филма струва 83 хиляди долара.
- Подводната сцена, в която Алекс плува под кораба, е заснета край бреговете на Ню Провидънс на Бахамите. Мястото е избрано заради прозрачността на водата, но след като гледа кадри от сцената, режисьорът де Бонт смята, че водата е твърде чиста, така че водолазите я заснемат отново, като предварително поръсват зоната пред обектива с утайка, за да променят яснотата на заснетия материал.
- Режисьорът де Бонт убеждава Бълок, Патрик и Дефо да направят собствени каскади, за да направят сцените по-реалистични. Така главните актьори е трябвало да тренират преди и по време на снимките.
- Координаторът на каскадьорите Дик Зикер е много впечатлен от каскадите на Патрик и казва, че той е „толкова физически напреднал, че вероятно може да бъде един от най-добрите каскадьори в света“. Каскадите на Патрик включват влачене през водата от хидроплан, скачане върху рушащи се сгради и гмуркане, докато е теглен от движещ се плавателен съд. Актьорът също трябва да остане във водата няколко часа подред. По време на каскадата на мотоциклет Ducati 916 на втория ден от снимките, Патрик излита от мотоциклета 9 метра във въздуха и за късмет „кацва“ на малък храст, почти умирайки.
- След като в преживяла травматичен инцидент със сърф като тийнейджърка, Бълок е трябвало да преодолее страха си от водата, за да изпълни необходимите каскади във филма. Докато снима в морето, Бълок се удря няколко пъти в кораба, а Патрик я спасява в една сцена, като я предпазва от задавяне с вода.
- От всички инциденти, свързани с каскади по време на снимките, най-опасният е, когато каскадьорка е ударена в лицето от кабел на лодка и се налага реконструктивна операция.
- Въпреки че общите касови приходи на филма възлизат на 164,5 милиона долара, филмът се оказва много нерентабилен и според различни оценки финансовите загуби на създателите на филма варират от 40 до 70 милиона долара.
- Филмът е номиниран за 8 награди „Златна малинка“ и печели в категорията „Най-лошо продължение“. Филмът има незначителните 4% рейтинг на одобрение на Rotten Tomatoes.
- В ресторанта на кораба свири групата UB40, която изпълнява песента си „Tell Me Is It True“.